# جام کنفدراسیون والیبال مردان آسیا ۲۰۱۰
والیبال کاپ مردان آسیا ۲۰۱۰ (به انگلیسی: 2010 Asian Men's Cup Volleyball Championship) ۲امین دوره مسابقات جام کنفدراسیون والیبال آسیا در رده مردان بود که با حضور ۸ تیم از ۱ تا ۷ آگوست ۲۰۱۰ به میزبانی ایران در ارومیه برگزار شد. در پایان ایران به مقام قهرمانی رسید.

## گروه بندی
| گلدان A                                                 | گلدان B                                               |
| ------------------------------------------------------- | ----------------------------------------------------- |
| ایران (میزبان - دوم) · چین (چهارم) · تایوان · اندونزی * | ژاپن (قهرمان) · کرهٔ جنوبی (سوم) · استرالیا · قزاقستان |

- بر اساس رتبه بندی نهایی تیم‌ها در قهرمانی آسیا ۲۰۰۹.
- اندونزی انصراف داد و یک تیم دیگر جایگزین شد  هند.

## سالن
- سالن غدیر، ارومیه - ۶ هزار نفری

## فینال
| تاریخ  | ساعت  |       | امتیاز |     | ست ۱  | ست ۲  | ست ۳  | ست ۴ | ست ۵ | مجموع | گزارش  |
| ------ | ----- | ----- | ------ | --- | ----- | ----- | ----- | ---- | ---- | ----- | ------ |
| ۰۷ اوت | ۱۸:۰۰ | ایران | ۳–۰    | چین | ۲۵–۱۸ | ۲۵–۱۸ | ۲۵–۱۸ |      |      | ۷۵–۵۴ | Report |

## رده‌بندی نهایی
| رتبه | تیم       |
| ---- | --------- |
| 1    | ایران     |
| 2    | چین       |
| 3    | هند       |
| ۴    | تایوان    |
| ۵    | استرالیا  |
| ۶    | کرهٔ جنوبی |
| ۷    | قزاقستان  |
| ۸    | ژاپن      |

| قهرمان کاپ آسیا ۲۰۱۰  |
| --------------------- |
| · ایران · دومین عنوان |

## جوایز
- باارزش‌ترین بازیکن: فرهاد نظری افشار
- بهترین اسپکر: کوی جیانجون
- بهترین لیبرو: عبدالرضا علیزاده
- بهترین مدافع میانی: علیرضا نادی
- بهترین سرویس زن: وانگ مینگ چون
- امتیازآورترین بازیکن: سانجی کومار
- بهترین پاسور: سعید معروف